# Sergey Eduardovich Zuev
Sergey Eduardovich Zuev (tiếng Nga: Сергей Эдуардович Зуев; sinh ngày 25 tháng 4 năm 1954) là một nhà kinh tế học, chuyên gia về quản lý văn hóa người Nga, Phó tiến sĩ Lịch sử Nghệ thuật (1984), Giáo sư, Hiệu trưởng Trường Xã hội học và Kinh tế Moskva (MSSES) từ năm 2011 đến năm 2023, Giám đốc Viện Xã hội học của Học viện Hành chính Công và Kinh tế Quốc dân Nga.
Ông Zuev bị bắt giữ vào tháng 10 năm 2021 với cáo buộc tham ô trong vụ án Marina Rakova, được những người ủng hộ ông cho là có động cơ chính trị.

## Tiểu sự

### Lĩnh vực chuyên môn
Chiến lược phát triển vùng, quản lý dự án, nghiên cứu ứng dụng văn hóa - xã hội.

### Đầu đời và giáo dục
Sergey sinh ngày 25 tháng 4 năm 1954 tại Moskva. Năm 1971, ông theo học tại Khoa Trung Quốc học, Đại học Quân sự Bộ Quốc phòng Nga. Sau hai năm, ông chuyển sang học tại Khoa Bác ngữ học thuộc Đại học Quốc gia Moskva, và tốt nghiệp năm 1978, đồng thời bảo vệ luận án và tốt nghiệp bằng tiến sĩ Lịch sử Nghệ thuật năm 1984.

### Sự nghiệp
Trong những năm 1980, ông công tác tại Đại học Lịch sử Nghệ thuật Quốc gia Nga với vai trò nhà nghiên cứu xã hội học. Năm 1989, ông trở thành Trường Chính trị Văn hóa, năm 1994 ông trở thành Giám đốc Trung tâm Công nghệ Văn hóa. Năm 1998, ông trở thành Trưởng khoa Quản lý Văn hóa tại Trường Xã hội học và Kinh tế Moskva (MSSES). Trong giai đoạn 2000-2001, ông là Phó Chủ nhiệm của sáng kiến 'Trung tâm Nghiên cứu Chiến lược'.
Từ năm 2005 đến năm 2010, ông phụ trách một số nhóm chuyên gia phát triển các chiến lược phát triển khu vực cho các khu vực như: tỉnh Astrakhan, Karelia, tỉnh Kaliningrad, tỉnh Kaluga, tỉnh Smolensk, và Buryatia. Năm 2011-2012, ông đảm nhận vai trò dẫn đầu chương trình 'Phát triển kinh tế xã hội Moskva 2025'.
Năm 2011, ông được bầu làm Hiệu trưởng Trường Xã hội học và Kinh tế Moskva. Cùng năm đó, ông trở thành Viện trưởng Viện Xã hội học trực thuộc Học viện Hành chính Công và Kinh tế Quốc dân Nga. Tại ngôi trường này, ông đã khởi xướng khóa học 'Thạc sĩ hành chính công'.
Từ năm 1991, Zuev đã đọc hơn 150 chuyên đề nghiên cứu về phát triển khu vực và đô thị, và đã đóng góp cho hơn 17 chương trình phát triển của chính phủ. Ông đã công bố nhiều bài báo trên các tạp chí khoa học.

#### Bắt giữ
Vào ngày 13 tháng 10 năm 2021, ông bị bắt giữ và thẩm vấn với tư cách là nghi phạm trong Vụ án Marina Rakova, một cựu Thứ trưởng Bộ Giáo dục, người đã bị buộc tội tham ô 50 triệu rúp tiền nhà nước dành cho chương trình giáo dục tại MSSES dưới sự chỉ đạo của Zuev. Vào ngày 13 tháng 10, ông bị buộc tội biển thủ khoảng 21 triệu rúp. Ông đã phủ nhận mọi hành vi sai trái. Ngày 20 tháng 10, ông phải nhập viện cấp cứu vì tăng huyết áp và được phẫu thuật tim ngay sau đó. Ngày 9 tháng 11, Zuev bị đưa vào trại tạm giam theo quyết định của tòa án theo yêu cầu của Tổng công tố viên. Ngày 3 tháng 12, ông đột ngột ngã quỵ trước tòa, xe cứu thương được gọi đến nhưng ông từ chối nhập viện. Dù trong tình trạng sức khỏe xấu, ông vẫn bị tạm giam tại cơ sở giam giữ. Các chuyên gia y tế không được phép đến thăm ông, ông cũng từ chối việc chuyển đến bệnh viện. Việc bắt giữ ông được kéo dài đến ngày 7 tháng 3 năm 2022.
Tháng 12 năm 2021, tại cuộc họp thường niên với Hội đồng Tổng thống về Xã hội Dân sự và Nhân quyền, Vladimir Putin được hỏi về Zuev và ông trả lời rằng "không có lý do gì để giữ ông sau song sắt". After that the defense requested his transfer under house arrest again, but with no success
Theo tuyên bố của Alexander Khiridgy, một thành viên của Ủy ban Giám sát Công cộng, đến tháng 2 năm 2022, sức khỏe của Zuev đã xấu đi rất nhiều đến mức ông không còn có thể đứng dậy khỏi giường. Ông cũng không được phép tiếp xúc với người thân. Không có hoạt động điều tra nào được thực hiện trong thời gian ông bị tạm giam. Vào ngày 3 tháng 4, gia đình Zuev đã trả 6 triệu rúp như một khoản bồi thường một phần cho số tiền mà ông bị cáo buộc đã biển thủ. Theo giải thích của các luật sư, việc bồi thường đã được thực hiện với hy vọng rằng Zuev có thể được chuyển khỏi trại tạm giam và thay bằng việc quản thúc tại gia. Tuy nhiên, tòa án đã kéo dài thời gian bắt giữ đến ngày 5 tháng 6 năm 2022.
Vào ngày 7 tháng 6 năm 2022, Marina Rakova đã nhận tội và làm chứng chống lại Vladimir Aleksandrovich Mau. Cô cũng đề nghị bồi thường tất cả các thiệt hại đã bị cáo buộc. Vào ngày 3 tháng 8, tòa án đã thay đổi biện pháp tạm giam đối với ông từ tù giam sang quản thúc tại gia. Dù vậy, ông vẫn bị khước từ yêu cầu về thời gian ra ngoài cho mục đích chăm sóc y tế. Cho tới ngày 22 tháng 8, khi cơ quan công tố tuyên bố kết thúc điều tra, Mau là bị cáo duy nhất trong vụ án phủ nhận mọi hành vi sai trái. Phái đến ngày 3 tháng 11 năm 2022, tòa án mới đồng ý thay đổi biện pháp tạm giam đối với ông từ quản thúc tại gia sang cấm một số hoạt động nhất định.

## Gia đình
Zuev kết hôn với Elizaveta Fokina; Ông có bốn người con qua hai cuộc hôn nhân.